# Halina Chmielewska (lekarz)
Halina Chmielewska (ur. 15 lipca 1899 w Cwiglinie, zm. 14 lutego 1982 w Warszawie) – polska lekarka zasłużona w czasie oblężenia Warszawy w roku 1939, służby medycznej na Starówce w czasie powstania warszawskiego i w obozie w Pruszkowie.
Od roku 1944 przez dziesięć lat organizowała służbę zdrowia w powojennym Szczecinie (pełnomocnik PCK na Szczecin od 16 sierpnia 1945).

## Dzieciństwo i młodość
Halina Chmielewska urodziła się 15 lipca 1899 roku w wielodzietnej rodzinie małżonków Chmielewskich – Ludwika i Julii z domu Gutkowskiej. Ojciec był administratorem majątków ziemskich na ziemi mazowieckiej.
W czasie I wojny światowej rodzinę ewakuowano do Moskwy. Halinie udało się przedostać do Warszawy po rewolucji bolszewickiej – wstąpiła na utworzony w roku 1915 polskojęzyczny Uniwersytet Warszawski. Studiowała na Wydziale Lekarskim w latach 1919–1924. Szkolenie wojskowe odbyła w Garnizonowym Szpitalu w Grudziądzu (zob. Garnizon Grudziądz).
Po studiach specjalizowała się w dziedzinie pediatrii pod kierunkiem prof. Władysława Szenajcha, pediatry, filozofa medycyny, społecznika i organizatora służby zdrowia, ordynatora Szpitala im. Karola i Marii.

## Rodzina i praca w przedwojennej Warszawie

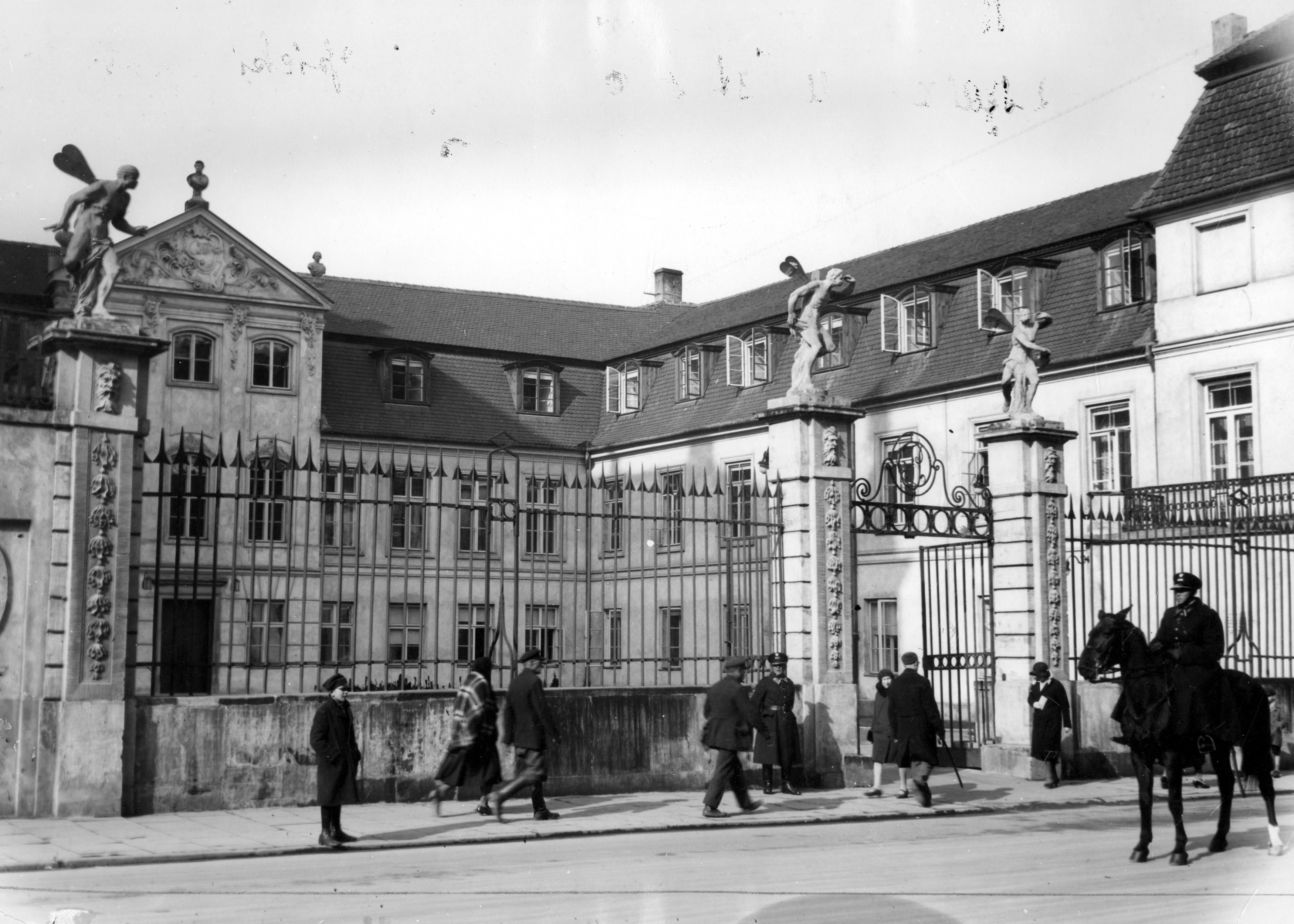
Ul. Długa 38/40 przed r. 1939 (Pałac Pod Czterema Wiatrami)

W roku 1927 Halina Chmielewska poślubiła doktora filozofii i magistra prawa, Stefana Chmielewskiego (nie byli spokrewnieni). Ich córka, Maria Barbara urodziła się 20 czerwca 1928 roku. Rodzina mieszkała przy ul. Długiej 42 m. 15.
Halina Chmielewska pracowała w kasie chorych oraz jako rejonowy lekarz pediatra na Starym Mieście. Ukończyła kurs obrony przeciwgazowej i przeciwlotniczej zorganizowany dla warszawskich lekarzy w Szpitalu Ujazdowskim.

## Okres II wojny światowej

### Obrona Warszawy
Po wybuchu wojny dr Halina Chmielewska została powołana przez Stefana Starzyńskiego – prezydenta miasta i Komisarza Cywilnego przy Dowództwie Obrony Warszawy (mianowanego przez gen. Waleriana Czumę) – na stanowisko Szefa Sanitarnego Warszawy Północ. Pracowała z delegatem Starzyńskiego, Cyprianem Odorkiewiczem (później kpt. „Krybar”, zob. Zgrupowanie Krybar). Organizowała i kontrolowała pracę punktów sanitarnych na terenie od Alei Jerozolimskich i linii Wisły do Wawrzyszewa i Powązek. Dostarczała środki opatrunkowe i leki, początkowo jeżdżąc samochodem, a potem tylko motocyklem.
Po kapitulacji Warszawy wróciła do domu – do jedenastoletniej córki i ciężko chorego męża w częściowo zburzonym mieszkaniu.

### Okupacja
W okresie od kapitulacji Warszawy do wybuchu powstania dr Chmielewska leczyła swoich przedwojennych pacjentów na Starym Mieście. Była rozpoznawalna i ceniona, o czym świadczą np. cytaty z relacji córki, dotyczącej okresu pobytu w Dulagu 121 po upadku powstania:
„Mamę znało bardzo wielu ludzi z naszej dzielnicy, ponieważ wielu z nich latami leczyła dzieci”.
„Władowano nas do ogromnej, zupełnie pustej hali [...] Było nas około 20-30 osób znajomych, pacjentów, sanitariuszki z Hotelu Polskiego. Wszyscy ci ludzie trzymali się blisko mamy wiedząc, że jest kobietą energiczną”.
Dr Chmielewska była również związana z ruchem oporu. Uczestniczyła m.in. w organizacji dostaw leków dla potrzeb więźniów na Pawiaku, gdzie działała m.in. dr Anna Czuperska – więźniarka „Serbii” i lekarka w okresie od listopada 1940 do sierpnia 1944 (autorka książki Cztery lata ostrego dyżuru).

### Powstanie warszawskie

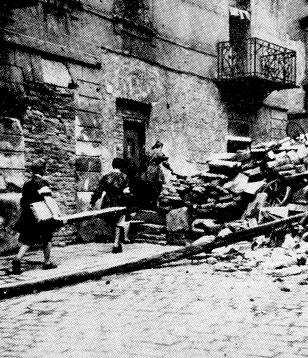
Starówka 1944

Po wybuchu powstania dr Chmielewska zorganizowała i prowadziła punkty opatrunkowe przy ul. Długiej: we własnym mieszkaniu (Długa 42) oraz w piwnicach byłego Hotelu Polskiego (Długa 29, punkt sanitarno-opatrunkowy w Dywizjonie Motorowym, komendant mjr Dudzik). W Hotelu Polskim miała do pomocy sanitariuszki harcerki, studentkę medycyny i jedną pielęgniarkę. Ranni powstańcy leżeli na ziemi w piwnicy hotelu. Dr Chmielewska decydowała, którzy z rannych potrzebują tylko opatrunków, a którzy powinni być przeniesieni do szpitala dr „Broma” (Miodowa 23/Długa 21) lub do szpitala w Pałacu Raczyńskich przy ul. Długiej 7. Byli przenoszeni na noszach, początkowo ulicami, a po nasileniu ostrzałów – połączonymi piwnicami budynków. Rannym i personelowi szpitala udzielał wsparcia książę Janusz Radziwiłł, który m.in. służył do mszy odprawianych w podziemiu przez kapelana-pallotyna. Uczestnicząc w pogrzebach zmarłych (obok południowej ściany byłego hotelu), dbał o trwałe oznakowanie zwłok, co okazało się bardzo pomocne w czasie ekshumacji w roku 1945.

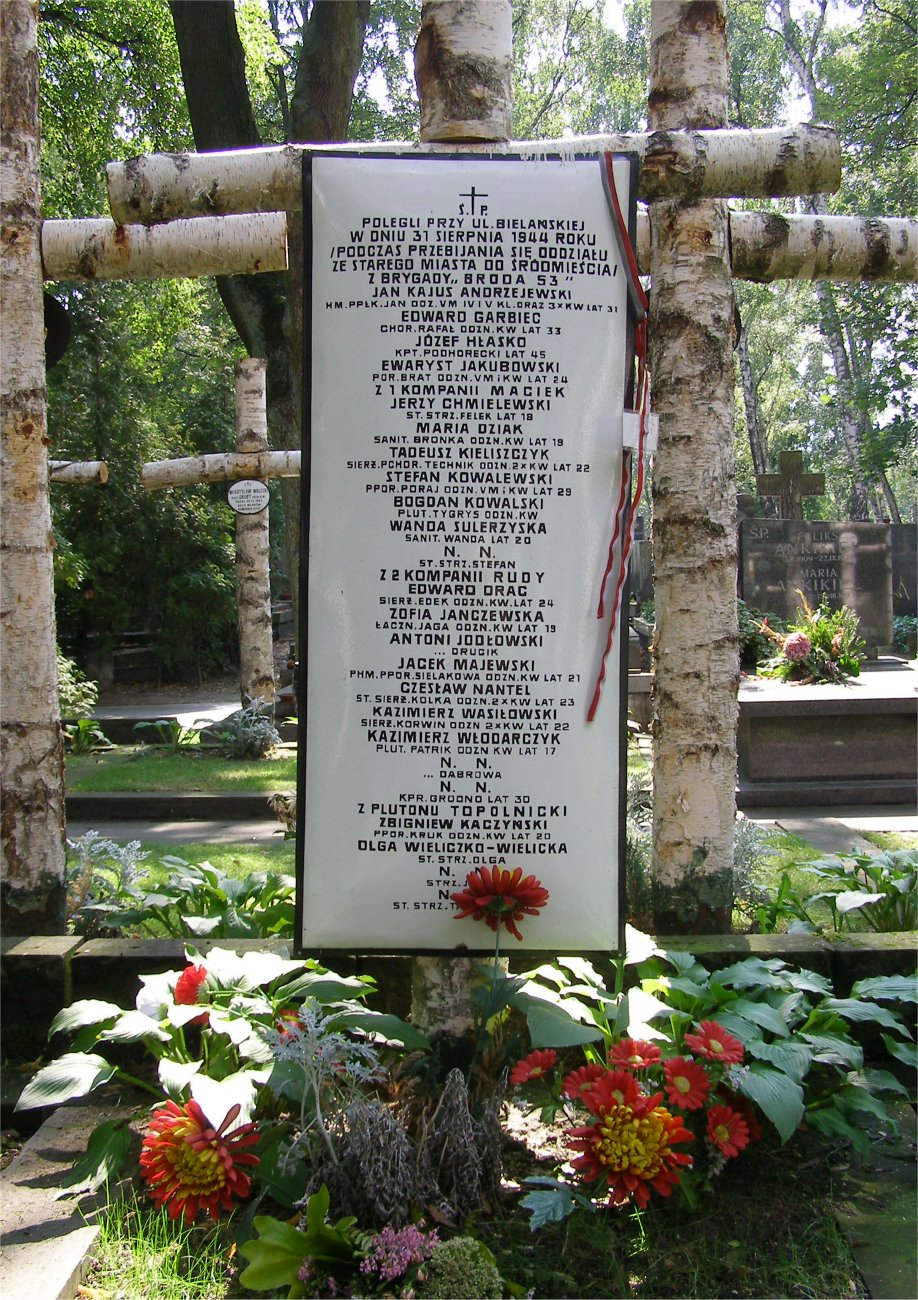
Symboliczny grób żołnierzy „Brody 53” poległych 31 sierpnia 1944

31 sierpnia 1944 oddziały AK podjęły próbę przebicia niemieckiego pierścienia wokół oblężonego Starego Miasta, aby oddziały Grupy „Północ” mogły zostać ewakuowane do Śródmieścia. Polskie natarcia nie były zsynchronizowane – zakończyły się niepowodzeniem i ciężkimi stratami.
Wieczorem 1 września dr Chmielewska otrzymała rozkaz ewakuacji około 30 lżej rannych kanałami do Śródmieścia. Decyzję o ewakuacji lekko rannych podjął dowódca Starówki, pułkownik „Wachnowski” (Karol Ziemski) wbrew wcześniejszym rozkazom „Montera” (pułkownik Antoni Chruściel).
Podjęta próba dostania się z rannymi do kanałów nie powiodła się (panował chaos). Chmielewska spędziła z rannymi noc na ul. Długiej 25.

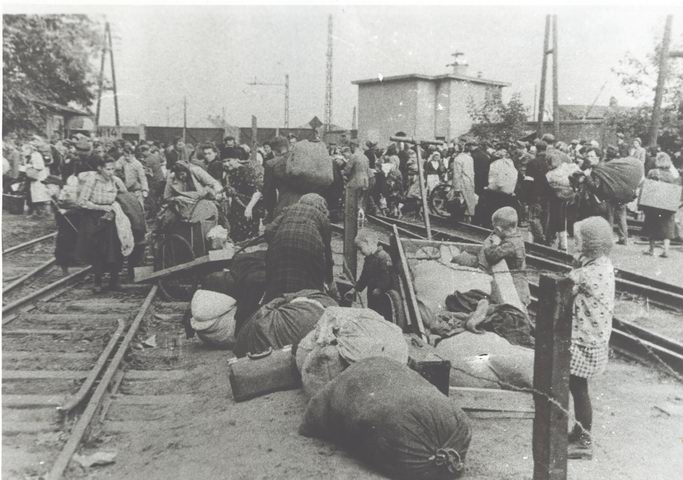
Wysiedleńcy z Warszawy na bocznicy kolejowej przy Dulag 121 Pruszków

2 września Stare Miasto zostało zajęte przez oddziały niemieckie. Grupę lżej rannych i ich opiekunów przepędzono wraz z ludnością cywilną do Dworca Zachodniego, skąd odchodziły pociągi do obozu przejściowego w Pruszkowie (trasa przemarszu: Hipoteczna – Plac Teatralny – ul. Senatorska – Plac Bankowy – ul. Elektoralna – ul. Chłodna – ul. Wolska – Kościół św. Stanisława – ul. Bema). Przebieg wędrówki przez Warszawę, przejazdu do Pruszkowa oraz pobytu w obozie został upamiętniony w książce Exodus Warszawy. Ludzie i miasto po Powstaniu 1944 (PIW 1992).
W czasie krótkiej podróży do Pruszkowa Halina Chmielewska była świadkiem udanej ucieczki z pociągu (stojącego na niemal pustej stacji Ursus) harcerki Marysi Draber ps. „Maryś”, sanitariuszki w Hotelu Polskim, młodszej siostry Amelii Draber ps. „Mela”. Gdy pociąg wolno ruszał, „Maryś” wysunęła się przez otwarte drzwi wagonu i odeszła spokojnym krokiem, niezauważona przez stojących na peronie kilku Niemców z karabinami.
Od 3 września dr H. Chmielewska pracowała w ambulatorium obozowego Bloku 1 w trzyosobowej grupie lekarzy – z dr Felicją Hałacińską (ftyzjatrą ze Lwowa biegle posługującą się językiem niemieckim) i lekarzem niemieckim (oficerem o nazwisku Klenner). Obie lekarki wystawiały fałszywe świadectwa zdrowia, dzięki którym wielu jeńców Dulagu 121 odzyskało wolność (z fałszywego rozpoznania skorzystała m.in. córka dr Chmielewskiej, u której dr Hałacińska „rozpoznała” końcową fazę gruźlicy).
Dr Chmielewską wywiozły do Ożarowa, a stamtąd do Sochaczewa i Chodakowa siostry niepokalanki. W listopadzie 1944 r. wyjechała do Kielc, a w lutym 1945 roku wróciła do Warszawy.

## Lata powojenne w Szczecinie

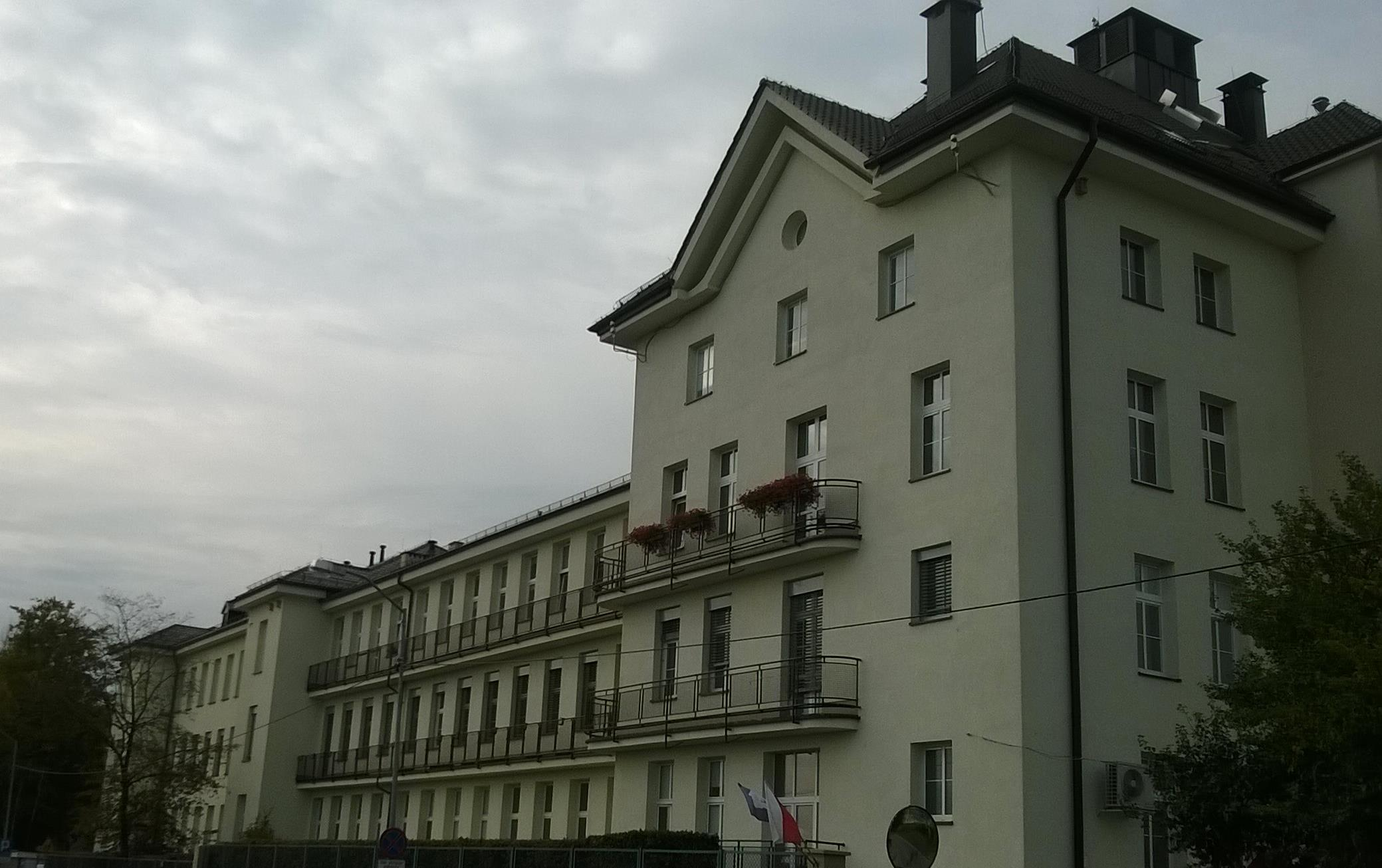
PAM, PSK 1

Jako delegatka Polskiego Czerwonego Krzyża dr Chmielewska wraz z pracownikami Państwowego Urzędu Repatriacyjnego uzgadniała w Berlinie warunki powrotu repatriantów z Zachodu przez Szczecin do Polski centralnej. Jako pełnomocnik PCK w powojennym Szczecinie zorganizowała przekazanie grupie pracowników PCK odpowiedniej liczby mieszkań (ul. Noakowskiego 15), uzyskała zgodę tymczasowej administracji na zorganizowanie w centrum miasta przychodni oraz biur PCK (plac Sprzymierzonych, aleja Wojska Polskiego 63 – obecnie adres Zachodniopomorskiego Oddziału Okręgowego PCK).
31 maja 1947 roku uczestniczyła w spotkaniu 43-osobowej grupy założycieli Szczecińskiego Towarzystwa Lekarskiego (zob. historia Polskiego Towarzystwa Lekarskiego).
Doprowadziła do przekazania polskiej służbie zdrowia części zabudowań szpitala przy ul. Unii Lubelskiej – przedwojennego nowoczesnego niemieckiego szpitala wojskowego, użytkowanego po wojnie początkowo przez wojsko sowieckie. Od chwili utworzenia w roku 1948 Akademii Lekarskiej w Szczecinie oddziały szpitalne pełniły funkcje klinik.
Wielką dumą dr Chmielewskiej była zorganizowana przy ul. Św. Wojciecha Stacja Opieki nad Matką i Dzieckiem (przed wojną Landesfrauenklinik Stettin przy Karkutschstraße).
Przy al. Wojska Polskiego 63 i przy ul. Słowackiego 19 prowadziła ambulatorium pediatryczne. Okresowo pracowała jako lekarz w żłobku i przedszkolu w porcie oraz jako ordynator oddziału szkarlatyny i błonicy w szpitalu zakaźnym. Przyjmowała dziennie ponad pięćdziesięcioro dzieci (dodatkowe dwie godziny dziennie poświęcała prywatnej praktyce). Traciła siły (narastająca osteoporoza, ataki astmy oskrzelowej, utrata wzroku), co doprowadziło do podjęcia decyzji o wyjeździe ze Szczecina.
Przed wyjazdem zajmowała się przygotowaniami do utworzenia w szpitalu przy Unii Lubelskiej oddziału niemowlęcego, m.in. organizacją kuchni mlecznej, odpowiadającej wysokim standardom PZH (zob. wyniki badań w roku 1999). Stworzyła bazę dla Kliniki Pediatrycznej, której pierwszym kierownikiem został prof. Artur Chwalibogowski. Chmielewska wróciła do Warszawy, gdzie spędziła ostatnie lata życia z córką i wnuczką.
Została pochowana w rodzinnym grobie na Cmentarzu Powązkowskim (kwatera 231 rząd 4 miejsce 2).

## Upamiętnienie

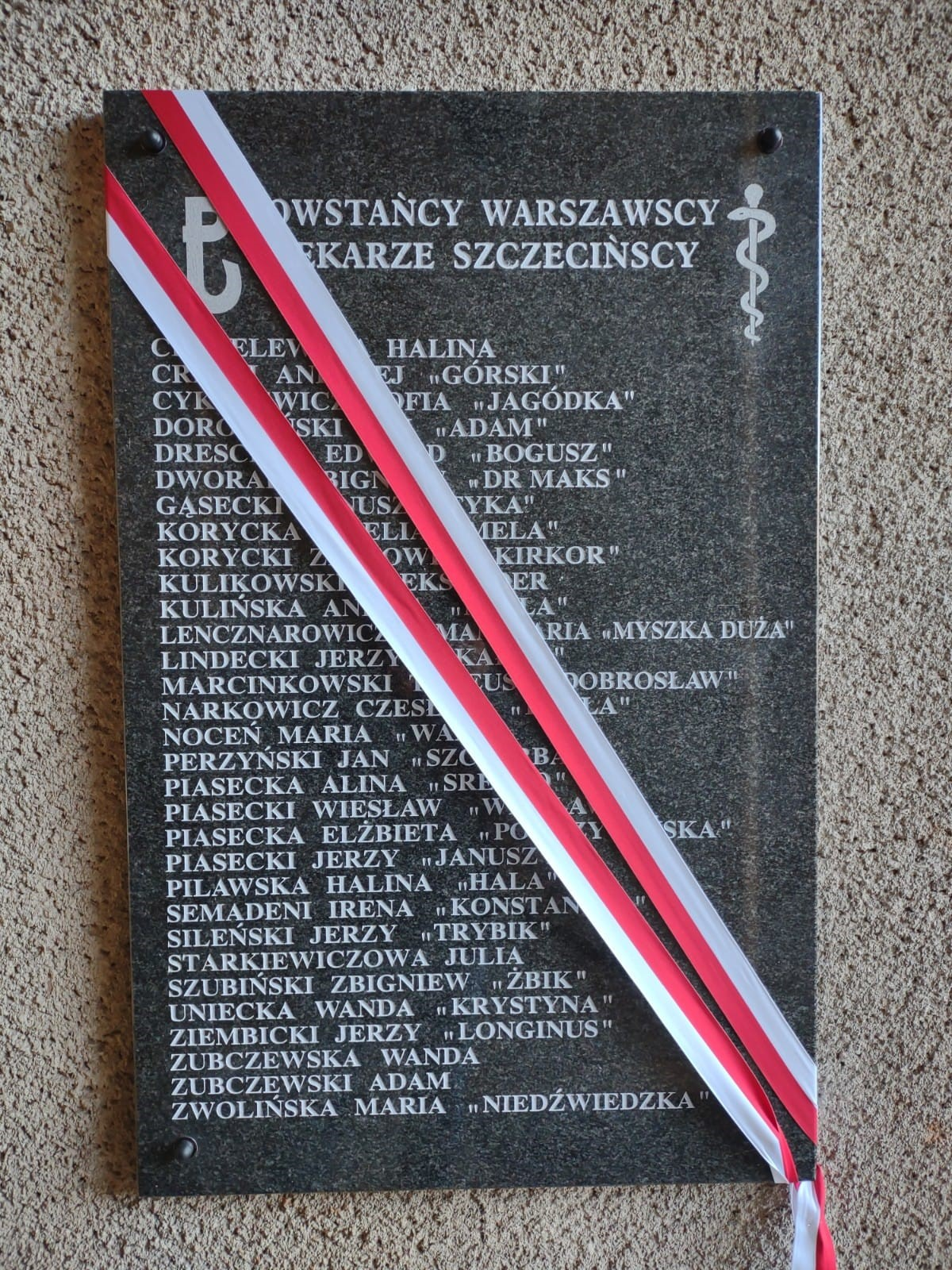
Upamiętnienie 31 lekarzy powstania warszawskiego przez OIL w Szczecinie

1 sierpnia 2011 roku, z okazji 67. rocznicy powstania, w warszawskim Muzeum Niepodległości uhonorowano kobiety powstańców, tworząc ekspozycję „Kobiety w Powstaniu Warszawskim”. Wśród 27 uhonorowanych uczestniczek powstania znalazła się Halina Chmielewska. W oddzielnej gablocie zamieszczono, poza notą biograficzną, kilka dokumentów z różnych okresów jej życia (doktorat, plan walk na ul. Długiej, legitymacja ze Szczecina).
W grudniu 2022 roku przy wejściu do byłej siedziby Okręgowej Izby Lekarskiej przy ul. Curie Skłodowskiej 11 w Szczecinie odsłonięto tablicę pamiątkową POWSTAŃCY WARSZAWSCY – LEKARZE SZCZECIŃSCY z listą osób pełniących służbę medyczną w czasie powstania warszawskiego, którzy po wojnie wykonywali swój zawód w Szczecinie. Listę opracowała Komisja Historyczna Okręgowej Izby Lekarskiej, redagująca cykl artykułów „Lekarze naszego regionu uczestniczący w Powstaniu Warszawskim 1944”, publikowanych w biuletynie „Vox Medici”.

## Odznaczenia
Odznaczona Krzyżem Walecznych za obronę Warszawy oraz pośmiertnie Warszawskim Krzyżem Powstańczym.